# Prague Open Challenger 2021
Il Prague Open Challenger 2021, noto anche come IBG Prague Open, è stato un torneo di tennis professionistico maschile giocato su campi in terra rossa. È stata la prima edizione del Prague Open Challenger III e faceva parte della categoria Challenger 50 nell'ambito dell'ATP Challenger Tour 2021, con un montepremi di 31 440 €. Si è svolto al TK Spoje Praha di Praga, in Repubblica Ceca, dal 23 al 29 agosto 2021.
Nel 2021 si sono svolti altri due tornei Challenger nella capitale ceca, due settimane prima si era tenuto il Prague Open I 2021 sui campi del TK Sparta Praha, mentre in maggio si era giocato l'I. ČLTK Prague Open 2021 all'I. Českého Lawn–Tenisového klubu.
Sui campi del TK Spoje Praha si era tenuta l'anno precedente una speciale edizione del Prague Open II, la prima del circuito Challenger svoltasi nel club, mentre di solito l'RPM Open è un torneo del circuito ITF.

## Partecipanti

### Teste di serie
| Nazionalità | Giocatore            | Ranking* | Testa di serie |
| ----------- | -------------------- | -------- | -------------- |
| Russia      | Evgenij Karlovskij   | 290      | 1              |
| Stati Uniti | Alexander Ritschard  | 300      | 2              |
| Russia      | Evgenii Tiurnev      | 310      | 3              |
| Francia     | Geoffrey Blancaneaux | 311      | 4              |
| Rep. Ceca   | Jonáš Forejtek       | 315      | 5              |
| Belgio      | Michael Geerts       | 319      | 6              |
| Romania     | Filip Jianu          | 320      | 7              |
| Serbia      | Miljan Zekić         | 324      | 8              |

* Ranking al 16 agosto 2021.

### Altri partecipanti
I seguenti giocatori hanno ricevuto una wild card per il tabellone principale:
- Martin Krumich
- Andrew Paulson
- Daniel Siniakov

Il seguente giocatore è entrato in tabellone con il ranking protetto:
- Matteo Donati

I seguenti giocatori sono passati dalle qualificazioni:
- Facundo Díaz Acosta
- Uladzimir Ihnacik
- Zsombor Piros
- Alex Rybakov

## Punti e montepremi
| Torneo    | Torneo              | V     | F     | SF    | QF  | 2T  | 1T  | Q | Q2  | Q1  |
| Singolare | Punti               | 50    | 30    | 15    | 7   | 4   | 0   | 2 | 1   | 0   |
| Singolare | Premi in denaro (€) | 4 400 | 2 600 | 1 550 | 900 | 530 | 320 | – | 160 | 100 |
| Doppio    | Punti               | 50    | 30    | 15    | 7   | –   | 4   | – | –   | –   |
| Doppio    | Premi in denaro (€) | 1 700 | 1 000 | 600   | 350 | –   | 200 | – | –   | –   |

## Campioni

### Singolare
In finale  Franco Agamenone ha sconfitto  Ryan Peniston con il punteggio di 6–3, 6–1.

### Doppio
In finale  Victor Vlad Cornea /  Petros Tsitsipas hanno sconfitto  Martin Krumich /  Andrew Paulson con il punteggio di 6–3, 3–6, [10–8].